# Ninox philippensis
Coruja-gavião-de-lução ou mocho-de-lução (Ninox philippensis) é uma espécie de ave estrigiforme pertencente à família Strigidae.